# Charles Beckwith

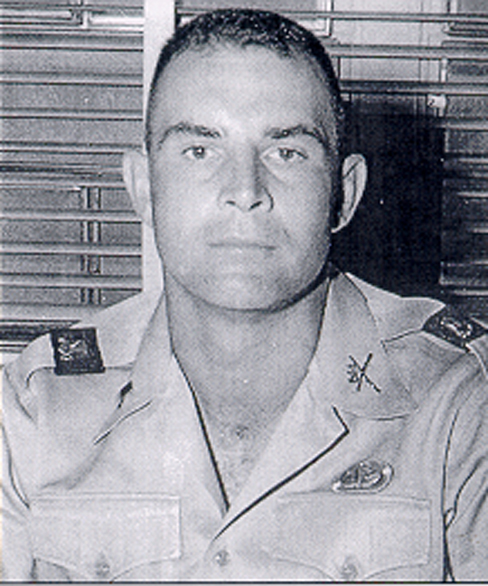
Charles Beckwith in jungen Jahren

Charles Alvin Beckwith (* 22. Januar 1929 in Atlanta, Georgia; † 13. Juni 1994), bekannt als Chargin' Charlie (dt. fordernder Charlie), war ein Colonel der US Army und Vietnamveteran, der 1977 die US-Spezialeinheit Delta Force gründete. Obwohl er innerhalb der Gemeinschaft der Sondereinsatzkräfte des Militärs als exzellenter Soldat in Erinnerung verbleibt, wird er jedoch in der amerikanischen Öffentlichkeit meist nur mit dem gescheiterten Befreiungsversuch der US-Geiseln in der Teheraner US-Botschaft in Verbindung gebracht (Operation Eagle Claw im Iran 1980).

## Frühe Jahre
Beckwith wurde 1929 in Atlanta im US-Bundesstaat Georgia geboren und war während seiner Highschoolzeit ein exzellenter Football-Spieler. Er bekam ein ROTC-Stipendium und ging an die University of Georgia. 1952 bekam er das Offizierspatent verliehen und wurde zum 2nd Lieutenant ernannt.

## Militärische Laufbahn

### Green Berets und Vietnam
1955 wurde Beckwith zur 82. US-Luftlandedivision versetzt, wo er das Kommando über eine Unterstützungskompanie des 504th Airborne Infantry Regiment übernahm. Zwei Jahre später wechselte er zu den Special Forces (Green Berets) und 1960 wurde er als Militärberater nach Vietnam und Laos versetzt. Während des Vietnamkrieges diente er in der streng geheimen Military Assistance Command, Vietnam – Studies and Observation Group (MACV-SOG), einer teilstreitkraftübergreifenden Sondereinsatzgruppe des Military Assistance Command, Vietnam für Unkonventionelle Kriegführung. Diese führte im gesamten südostasiatischen Raum Spezialeinsätze hinter den feindlichen Linien durch.

### Ausbildung beim SAS
Zwischendurch, in den frühen 1960er Jahren, wechselte Beckwith als Austauschoffizier zum Special Air Service, der besten und erfahrensten Spezialeinheit des britischen Militärs. Während dieser Zeit wurde er vertraut mit den speziellen Techniken der Terrorismusbekämpfung und Antiguerillataktik, sowie der Kommandokriegführung. Vom britischen Knowhow sehr beeindruckt, kehrte er nach dieser Verwendung wieder nach Vietnam zurück, und ließ fortan dieses Wissen in seinem Verantwortungsbereich einfließen.
Als Kommandeur der geheimen Einheit Projekt Delta wurde er Ende 1965 so schwer verwundet, dass eigentlich keine Hoffnung mehr bestand, doch dank seiner sehr guten Konstitution überlebte er dennoch und konnte vollständig genesen. Danach verließ er Vietnam und übernahm eine Ausbildungsklasse in der Ranger School in Fort Benning im US-Bundesstaat Georgia, wo er das Ausbildungsprogramm, was sich noch an Taktiken aus dem Zweiten Weltkrieg orientierte, revolutionierte, indem er seine taktische Erfahrung aus der Austauschzeit beim SAS und seine Kriegserfahrungen in den Lehrplan einfließen ließ.

### Delta Force und Eagle Claw
Die Delta Force wurde 1977 als Spezialeinheit mit dem Einsatzschwerpunkt Terrorismusbekämpfung und Geiselbefreiung aufgestellt, deren erster Kommandeur Beckwith wurde. Ihr erster Einsatz, die geplante Befreiung von US-Geiseln, die in Teheran gefangen gehalten wurden (Operation Eagle Claw), scheiterte kläglich wegen Abstimmungsproblemen der beteiligten einzelnen Einheiten und an Hubschrauberausfällen infolge mangelnder Ausbildung der Piloten für Spezialoperationen dieser Art.
Als Folge wurde das 160th Special Operations Aviation Regiment (Airborne) aufgestellt, eine auf Sondereinsätze spezialisierte Heeresfliegereinheit, die fortan den weltweiten Lufttransport aller Sondereinsatzkräfte der Army sicherstellte.
Die Struktur und Einsatzdoktrin der Delta Force basieren im Wesentlichen auf den Erfahrungen, die Beckwith beim SAS gewonnen hatte.

## Letzte Jahre und Tod
Nach seinem Ausscheiden aus der Army 1980 war Beckwith noch einige Jahre als privater Sicherheitsberater tätig.
Nach seinem Tod am 13. Juni 1994 wurde er auf dem Fort Sam Houston National Cemetery (Fort Sam Houston National-Friedhof) in San Antonio, Texas, beerdigt.

## Auszeichnungen
Beckwith wurden während seiner militärischen Laufbahn die folgenden Auszeichnungen verliehen:
- Distinguished Service Cross
- Silver Star mit Oak Leaf Cluster
- Legion of Merit
- Bronze Star
- Purple Heart